# Cyrano und d’Artagnan
Cyrano und d’Artagnan (Originaltitel: Cyrano et d’Artagnan) ist ein 1962 gedrehter, französisch-italienisch-spanischer Kostüm- und Abenteuerfilm von Abel Gance. José Ferrer und Jean-Pierre Cassel spielen die beiden Titelhelden.

## Handlung
Frankreich im Jahre 1642. Am Königshof werden fortwährend Intrigen gesponnen. Während König Ludwig XIII. offiziell regiert, zieht in Wahrheit Kardinal Richelieu im Hintergrund in allen politisch wichtigen Belangen die Strippen. Seine mächtigste Gegenspielerin ist zugleich die Gattin seines Herrschers, Anna von Österreich. Während sich Richelieu ganz im Sinne eigener Machtambitionen auf die Seite des Königs geschlagen hat, kann sich Königin Anna ganz auf die Loyalität des Marquis de Cinq-Mars verlassen. Richelieu strebt daher an, dass es zum Bruch zwischen König und Königin kommt, und setzt alle Hebel in Bewegung, um ihre Majestät vor ihrem eigenen Gatten zu desavouieren und sie infolgedessen zu entmachten. Dies ist der Ausgangspunkt der Geschichte.
Während hinter den Kulissen dieser Machtkampf tobt, sind in Frankreich zwei Männer unterwegs, wie sie unterschiedlicher nicht sein könnten. Der eine ist ein verarmter Grandseigneur mit überlanger Nase, ein kultivierter Wortkünstler, der aber auch seinen Degen zu schwingen weiß. Es ist Cyrano de Bergerac, ein Dichter und Edelmann. Der andere ist der junge Gascogner d’Artagnan, hitzköpfig und übersprudelnd, ein junger Kerl, der aus seiner Heimat nach Paris aufgebrochen ist, um dort das große Abenteuer zu suchen und sich den Musketieren des Königs anzuschließen. Auf beider Wege treffen sich der jugendliche Heißsporn, ein ausgezeichneter Fechtkünstler, und der eine Generation ältere, wortgewaltige Adelige. Sie ergänzen einander perfekt und werden rasch die besten Freunde. Man beschließt, den Weg gemeinsam zu gehen, der ihnen zahlreiche Abenteuer und Degenduelle bringen wird.
Während die Dumas‘schen drei Musketiere, zu denen später auch d'Artagnan gehören wird, im Sinne des Königs (und damit de facto Richelieus) kämpfen, ist Cyrano im Dienst seiner Königin unterwegs. Und trotz ihrer unterschiedlichen Herren, die sie eigentlich zu Gegnern machen müssten, stehen die beiden zusammen und haben so manchen Strauß gegen Schurken und Banditen auszufechten. Auch die Liebe kommt nicht zu kurz, als beide Männer zwei Damen begegnen, die sich als Kurtisanen herausstellen: die wohlgeformte, leidenschaftliche Ninon de Lenclos und die eher sanfte, schüchterne und mädchenhafte Marion de l’Orme. Bald so scheint es, sind Cyrano und d’Artagnan auch Rivalen um die Herzen der Schönen. Am Ende sind beide Männer zwar arm gebliebenen, haben aber die Liebe ihres Lebens gefunden.

## Produktionsnotizen
Cyrano und d’Artagnan entstand in den letzten Wochen des Jahres 1962 in Italien. Die Pariser Premiere fand am 22. Oktober 1964 statt, bereits vier Wochen zuvor, am 25. September 1964, wurde Gances Kostüm- und Abenteuerstreifen auf dem New Yorker Filmfestival erstmals dem Publikum vorgestellt. In Deutschland wurde Cyrano und d’Artagnan erstmals am 25. August 1973 im DDR-Fernsehen gezeigt. Im April 1985 erschien der Streifen auf Video.
Der zur Drehzeit 73-jährige Abel Gance gab hier seine Abschiedsvorstellung als Filmregisseur. Wie schon bei seinem dreistündigen Vorgängerwerk Austerlitz – Glanz einer Kaiserkrone legte er auch hier vor allem Wert auf schauprächtige Bilder.
Die umfangreichen Kostüme schuf Dario Cecchi, die Filmbauten stammen von Jean Douarinou. Der Hollywood-erfahrene Nathan Juran wird als Second-Unit-Regisseur genannt. Nelly Kaplan diente als einfache Kamerafrau dem Second-Unit-Team.

## Kritiken
„Wenn man nun den Titel von ‚Cyrano und D'Artagnan‘ betrachtet, hört sich das nicht sehr viel vielversprechender an als ‚Samson Meets Hercules‘. (…) Die Handlung streift über zwei Stunden entlang von Degenduellen, die ziemlich willkürlich aus Vorlagen von Rostand und Dumas dem Älteren entnommen wurden. (…) Sollte diese filmische Grundlage dünn erscheinen, so wird sie nicht durch die breit angelegte und künstliche Darstellung José Ferrer verbessert, der hier seine ihm vor 14 Jahren einen Oscar einbringende ‚Cyrano‘-Rolle wiederholt. Er liefert hier einen flachen und ungeschickten Auftritt, während Jean-Pierre Cassels d'Artagnan herumschwadroniert und im besonderen jeden Charme vermissen lässt. Dahlia Lavi und Sylva Koscina fühlen sich verständlicherweise unwohl mit ihren aufwendigen Haartrachten und den de facto nicht-existenten Dekolletés. Alle müssen in gereimten Couplets sprechen, ein Dilemma.“

Im Lexikon des Internationalen Films heißt es: „Politische und Liebes-Intrigen vermischen sich. Pompöser Mantel- und Degen-Film, aufwendig in Dekor und Rekonstruktion historischer Kostüme. Unterhaltsame, aber etwas theatralische Abenteuerunterhaltung.“

„Mit seinen letzten Arbeiten, zwei kunterbunten Historien-Bilderbögen, wollte der Regisseur noch zweimal an seine Glanzzeit historischer Bilderbögen anschließen. Doch keiner der beiden äußerlich pompösen, inhaltlich jedoch hohlen, jeweils zweieinviertel Stunden langen Werke, ‚Austerlitz‘ und ‚Cyrano und D’Artagnan‘, besaß auch nur annähernd die inszenatorische Kraft von Gances einst wegweisender Hymne auf den korsischen Kaiser.“